# Michail Walerjewitsch Sorokin
Michail Walerjewitsch Sorokin (russisch Михаил Валерьевич Сорокин; * 1. August 1981 in Ufa) ist ein russisch-kasachischer Ski-Orientierungsläufer.
Sorokin gewann 2001 für Russland Langdistanzbronze bei den Junioren-Weltmeisterschaften. 2009 nahm er in Japan an der Weltmeisterschaft der Aktiven teil. Zu diesem Zeitpunkt war er russischer Meister im Sprint und auf der Langdistanz. Er belegte im WM-Langdistanzrennen den 12. Platz. Bei der Weltmeisterschaft 2011 startete er für Kasachstan. Im Sprint und auf der Langdistanz wurde er Achter, genauso wie mit der Staffel. Im Mixed-Teamwettbewerb wurde er mit Olga Nowikowa Sechster. Bei den Winter-Asienspielen 2011 in Kasachstan gewann er mit deutlichem Vorsprung alle drei Einzelentscheidungen sowie in der Staffel mit Alexandr Babenko und Aslan Tokbajew. Bei den ersten Asienmeisterschaften 2012 gewann er ebenfalls alle drei Einzelentscheidungen und siegte außerdem im Mixed-Teamwettbewerb mit Olga Nowikowa.

## Platzierungen
Weltmeisterschaften:
- 2009: 12. Platz Lang
- 2011: 8. Platz Sprint, 22. Platz Mittel, 8. Platz Lang, 8. Platz Staffel, 6. Platz Mixed
- 2013: 16. Platz Sprint, 16. Platz Mittel, 15. Platz Lang, 9. Platz Staffel, 7. Platz Mixed

Asienspiele:
- 2011: 1. Platz Sprint, 1. Platz Mittel, 1. Platz Lang, 1. Platz Staffel

Asienmeisterschaften:
- 2012: 1. Platz Sprint, 1. Platz Mittel, 1. Platz Lang, 1. Platz Mixed